# Tobias Moretti
Tobias Moretti, nato Tobias Bloéb (Gries am Brenner, 11 luglio 1959), è un attore e regista teatrale austriaco.

## Biografia

### Biografia
Tobias Moretti, secondo di quattro fratelli (tra i quali l'attore di cinema e teatro Gregor Bloéb),  è nato l'11 luglio 1959 a Gries am Brenner, piccolo comune austriaco nello stato federato del Tirolo, al confine con l'Italia.
Dopo il diploma conseguito a Innsbruck, si è spostato prima a Vienna per frequentare l'Università di Musica e Arti dello Spettacolo (Universität für Musik und darstellende Kunst Wien) e poi a Monaco di Baviera alla scuola di recitazione Otto Falckenberg.
Immediatamente dopo la laurea è entrato nella compagnia del Residenztheater (Bayerisches Staatsschauspiel) a Monaco e ha recitato per le Münchner Kammerspiele in alcune produzioni, tra cui Troilo e Cressida da William Shakespeare.

### Vita privata
Tobias Moretti è sposato con l'oboista Julia Wilhelm, con cui ha avuto tre figli (Antonia, Lenz e Rosa Cäcilia).
Moretti, inoltre, è in grado di suonare diversi strumenti musicali: pianoforte, chitarra, fisarmonica, clarinetto e violino.

### Carriera
Alla fine degli anni ottanta è passato al cinema e poco dopo alle serie televisive. 
Ha raggiunto il successo internazionale grazie al telefilm poliziesco Il commissario Rex, tra il 1994 e il 1997, in cui interpreta il commissario Richard Moser. Ha lasciato la serie al momento del massimo successo per non rimanere imprigionato nel personaggio. 
Molte sono le opere televisive e cinematografiche a cui ha partecipato. Tra i tanti titoli si possono ricordare Workaholic di Sharon von Wietersheim, La libertà dell'aquila di Xaver Schwarzenberger (dove interpreta Andreas Hofer), L'architetto del diavolo di Heinrich Breloer (dove interpreta Adolf Hitler).
Durante il periodo in cui ha soggiornato in Toscana, ha lavorato con registi italiani come Giovanni Soldati in Mia per sempre (1996), Cinzia TH Torrini in Ombre (1998), Maurizio Zaccaro in Cristallo di rocca - Una storia di Natale (1999), Raffaele Mertes in Giuseppe di Nazareth (1999). 
Nel 2001 ha fatto il suo esordio come regista teatrale a Bregenz, nel Don Giovanni di Mozart.
Menzioni importanti nella carriera cinematografica sono anche: L'uomo per bene - Le lettere segrete di Heinrich Himmler (docu-drama del 2014, in cui interpreta il generale nazista Heinrich Himmler); La vita nascosta - Hidden Life (film biografico del 2019 sull'obiettore di coscienza austriaco Franz Jägerstätter) e Louis van Beethoven (film del 2020 e nel quale interpreta il musicista Ludwig van Beethoven).

## Filmografia
Filmografia aggiornata al 9 marzo 2022.

### Cinema
- Der Fluch, regia di Ralf Huettner (1988)
- Der Rausschmeißer, regia di Xaver Schwarzenberger (1990)
- Unser Opa ist der Beste, regia di Helmuth Lohner (1995)
- Workaholic, regia di Sharon von Wietersheim (1996)
- Der Liebeswunsch, regia di Torsten C. Fischer (2006)
- Midsummer Madness, regia di Alexander Hahn (2007)
- 42plus, regia di Sabine Derflinger (2007)
- 1½ Ritter – Auf der Suche nach der hinreißenden Herzelinde, regia di Til Schweiger, Torsten Künstler e Christof Wahl (2008)
- Io, Don Giovanni, regia di Carlos Saura (2009)
- Flores Negras, regia di David Carreras (2009)
- Jud Süss - Film ohne Gewissen, regia di Oskar Roehler (2010)
- Yoko - Uno yeti come amico (Yoko), regia di Franziska Buch (2012)
- Das Wochenende, regia di Nina Grosse (2012)
- Grossstadtklein, regia di Tobias Wiemann (2013)
- L'uomo per bene - Le lettere segrete di Heinrich Himmler, regia di Vanessa Lapa – documentario (2014)
- Lo straniero della valle oscura - The Dark Valley (Das finstere Tal), regia di Andreas Prochaska (2014)
- Hirngespinster, regia di Christian Bach (2014)
- Der Vampir auf der Couch, regia di David Ruehm (2014)
- Artefice di inganni (Alles Fleisch ist Gras), regia di Reinhold Bilgeri (2014)
- Life Eternal (Das ewige Leben), regia di Wolfgang Murnberger (2015)
- Abel - Il figlio del vento (Wie Brüder im Wind), regia di Gerardo Olivares e Otmar Penker (2016)
- Cold Hell - Brucerai all'inferno (Die Hölle - Inferno), regia di Stefan Ruzowitzky (2017)
- Mackie Messer – Brechts Dreigroschenfilm, regia di Joachim A. Lang (2018)
- La vita nascosta - Hidden Life (A Hidden Life), regia di Terrence Malick (2019)
- Deutschstunde, regia di Christian Schwochow (2019)
- Gipsy Queen, regia di Hüseyin Tabak (2019)
- Baumbacher Syndrome, regia di Gregory Kirchhoff (2019)

### Televisione
- Wer einsam ist, der hat es gut weil keiner da, der Ihm was tut, regia di Hartmut Griesmayr – film TV (1986)
- Troilus und Cressida, regia di Dieter Dorn – film TV (1987)
- Absturz, regia di Xaver Schwarzenberger (1990)
- Die Piefke-Saga, regia di Wilfried Dotzel e Werner Masten – miniserie TV (1990-1993)
- Il commissario Rex – serie TV, 45 episodi (1994-1998)
- Die Bernauerin, regia di Thomas Langhoff e Claus Viller – film TV (1997)
- Mein Opa und die 13 Stühle, regia di Helmuth Lohner – film TV (1997)
- Ein Herz wird wieder jung, regia di Heide Pils – film TV (1997)
- Die Nacht der Nächte, regia di Xaver Schwarzenberger – film TV (1997)
- Mia per sempre (Mia, Liebe meines Lebens) – miniserie TV (1998)
- Krambambuli, regia di Xaver Schwarzenberger – film TV (1998)
- Clarissa, regia di Jacques Deray – film TV (1998)
- Mortal Friends (Todfeinde - Die falsche Entscheidung), regia di Oliver Hirschbiegel – film TV (1998)
- Die Nichte und der Tod, regia di Peter Payer – film TV (1999)
- Cristallo di rocca - Una storia di Natale, regia di Maurizio Zaccaro – film TV (1999)
- Deine besten Jahre, regia di Dominik Graf – film TV (1999)
- Giuseppe di Nazareth, regia di Raffaele Mertes e Elisabetta Marchetti – film TV (1999)
- Alphamann: Amok, regia di Thomas Jauch – film TV (1999)
- Ombre, regia di Cinzia TH Torrini – film TV (1999)
- Wenn Männer Frauen Trauen, regia di Curt M. Faudon – film TV (2000)
- Il segreto sommerso (Das Tattoo - Tödliche Zeichen), regia di Curt M. Faudon – film TV (2000)
- Der Tanz mit dem Teufel - Die Entführung des Richard Oetker, regia di Peter Keglevic – film TV (2001)
- Der Narr und seine Frau heute Abend in Pancomedia, regia di Matthias Hartmann e Andreas Morell – film TV (2002)
- In giro per la città (All Around the Town), regia di Paolo Barzman – film TV (2002)
- La libertà dell'aquila (Andreas Hofer 1809 - Die Freiheit des Adlers), regia di Xaver Schwarzenberger – film TV (2002)
- Gefährliche Nähe und du ahnst nichts, regia di Hartmut Schoen – film TV (2002)
- Ein Hund kam in die Küche, regia di Xaver Schwarzenberger – film TV (2002)
- Giulio Cesare (Julius Caesar), regia di Uli Edel – miniserie TV (2002)
- Schwabenkinder, regia di Jo Baier – film TV (2003)
- Il Ritorno del Maestro di Danza (Die Rückkehr des Tanzlehrers), regia di Urs Egger – film TV (2004)
- Käthchens Traum, regia di Jürgen Flimm – film TV (2004)
- Speer e Hitler (Speer und Er), regia di Heinrich Breloer – miniserie TV (2004)
- König Ottokars Glück und Ende, regia di Peter Schönhofer – film TV (2006)
- Mord auf Rezept, regia di Isabel Kleefeld – film TV (2006)
- Du gehörst mir, regia di Tobias Ineichen – film TV (2007)
- L'isola del tesoro (Die Schatzinsel), regia di Hansjörg Thurn – miniserie TV (2007)
- Der Kronzeuge , regia di Johannes Grieser – film TV (2007)
- Ten - Omicidi in serie (Das jüngste Gericht), regia di Urs Egger – film TV (2008)
- Fred Vargas: Crime Collection (Collection Fred Vargas), episodio L'Homme á l'énvers, regia di Josée Dayan – film TV (2009)
- Geliebter Johann Geliebte Anna, regia di Julian Pölsler – film TV (2009)
- Amigo – Tod Bei Ankunft, regia di Lars Becker – film TV (2009)
- Bauernopfer, regia di Wolfgang Murnberger – film TV (2011)
- Richard Brock (Spuren des Bösen), regia di Andreas Prochaska – miniserie TV (2011)
- Violetta, regia di Antonio Frazzi – miniserie TV (2011)
- Die Geisterfahrer, regia di Lars Becker – film TV (2012)
- Bürger van Leeuwen - Die Stadt und die Angst, regia di Matti Geschonneck – film TV (2011)
- Eine Frau verschwindet, regia di Matti Geschonneck – film TV (2012)
- Mobbing/Dünnes Eis, regia di Nicole Weegmann – film TV (2013)
- Un'altra verità (In terra straniera) – miniserie TV (2013)
- Das Zeugenhaus, regia di Matti Geschonneck – film TV (2014)
- Trenker & Co, regia di Wolfgang Murnberger – film TV (2015)
- In nome di mio figlio (Im Namen meines Sohnes), regia di Damir Lukacevic – film TV (2015)
- Mordkommission Berlin 1, regia di Marvin Kren – film TV (2015)
- Die Räuber, regia di Matthias Hartman – film TV (2016)
- Segreti dal passato (Endabrechnung), regia di Umut Dag – film TV (2016)
- Maximilian - Il gioco del potere e dell'amore (Maximilian – Das Spiel von Macht und Liebe), regia di Andreas Prochaska – miniserie TV (2017)
- Brandnächte, regia di Matti Geschonneck – film TV (2017)
- Achterbahn, regia di Wolfgang Murnberger – film TV (2018)
- Bad Banks – serie TV, 12 episodi (2018-2020)
- Im Abgrund, regia di Stefan Bühling – film TV (2020)
- Louis van Beethoven, regia di Niki Stein - film TV (2020)
- Im Netz der Camorra, regia di Andreas Prochaska – miniserie TV (2021)
- Das Haus, regia di Rick Ostermann – film TV (2021)
- Euer Ehren – serie TV, 6 episodi (2022)

## Teatro

### Attore
- John Gabriel Borkman (1985), di Henrik Ibsen, diretto da Ingmar Bergman, Bayerisches Staatsschauspiel, Monaco
- Troilo e Cressida (1986), di William Shakespeare, diretto da Dieter Dorn, Kammerspiele Monaco
- Der Theatermacher (1988), di Thomas Bernhard, diretto da Hans Lietzau, Kammerspiele Monaco
- Stars in der Manege (1993)
- Oath And Decline (1997), di Georg Trakl Akademietheater, Vienna
- Die Bernauerin (1997), nel ruolo di Herzog, di Carl Orff, diretto da Thomas Langhoff, Volksoper, Vienna
- La proposta & l'orso (1997-2000), di Anton Čechov, diretto da Jevgenij Sitochin, Burgtheater, Vienna
- Don Giovanni (2001)
- Pancomedia (2002), nel ruolo di Zacharias Werner
- Jedermann (2004), nel ruolo di Jedermanns guter Gesell/Teufel
- König Ottokars Glück und Ende (2006), nei ruoli di Primislaus Ottokar e di König von Böhmen
- Ilias (2009), come voce narrante
- Faust (2009-2011), nel ruolo di Faust
- Egmont (2011), di Ludwig van Beethoven, come voce narrante con la Philharmoniker Hamburg
- Das weite Land - Terra sconosciuta (2011), nel ruolo di Friedrich Hofreiter
- Der Weibsteufel (2012), nel ruolo di una giovane guardia di frontiera
- Die Entführung aus dem Serail - Il ratto dal serraglio (2013), nel ruolo di Bassa Selim
- Die Dreigroschenoper - L'opera da tre soldi (2016), nel ruolo di Macheat
- Jedermann (2017-2018), nel ruolo di Jedermann
- Rosa oder Die barmherzige Erde (2018), nel ruolo di Desiré /Romeo

### Regista
- La finta giardiniera, di W. A. Mozart (2006)
- Il mondo della luna, di Carlo Goldoni (2009)

### Strumentista d'orchestra
Di seguito le partecipazioni come componente dell'orchestra moderntimes_1800:
- Der Liederabend (2006)
- Der Seelen Wunderliches Bergwerk (2007)
- Freiheit ein Traum (2009)

## Riconoscimenti

### Cinema e televisione
- Austrian Film Award
  - 2011 – Candidatura come Miglior attore per Jud Süss – Film ohne Gewissen
  - 2015 – Candidatura come Miglior attore per Das finstere Tal
  - 2018 – Candidatura come Miglior attore per Die Hölle
  - 2020 – Candidatura come Miglior attore per Gipsy Queen
- Bayerischer Fernsehpreis (Bavarian TV Awards)
  - 1995 – come Miglior attore in una serie o miniserie per Il commissario Rex
  - 2004 – come Miglior attore in un film televisivo per Schwabenkinder
  - 2011 – Candidatura come Miglior attore in un film televisivo per Mobbing
- Das Goldene Kabel (Golden Cable)
  - 1996 – come Miglior serie poliziesca per Il commissario Rex
- Deutscher Fernsehpreis (German Television Award)
  - 2004 –  Candidatura come Miglior attore in un film televisivo per Die Rückkehr des Tanzlehrers
  - 2016 – Candidatura come Miglior attore in un film televisivo per Das Zeugenhaus, Berlin Eins e Luis Trenker-Der Schmale Grat der Wahrheit
- Grimme Award
  - 1999 – come Miglior fiction per Krambambuli
  - 2002 –  come Miglior fiction per Der Tanz mit dem Teufel
- Orange Filmball
  - 2011 – come Attore nazionale più popolare
- Romy
  - 1995 – come Miglior star televisiva per Il commissario Rex
  - 1996 – come Miglior star televisiva per Il commissario Rex
  - 1997 – come Miglior star televisiva per Il commissario Rex
  - 1998 – come Miglior star televisiva per Il commissario Rex
  - 2001 – come Miglior attore per Der Tanz mit dem Teufel – Die Entführung des Richard Oetker
  - 2003 – come Miglior attore per La libertà dell'aquila
  - 2004 – come Miglior attore per Il Ritorno del Maestro di Danza
  - 2006 – Candidatura come Miglior attore per Speer e Hitler
  - 2007 – Candidatura come Miglior attore per Der Liebeswunsch
  - 2008 – Candidatura come Miglior attore per Die Schatzinsel e Der Kronzeuge
  - 2009 – Candidatura come Miglior attore per Das jüngste Gericht
  - 2014 – Candidatura come Miglior attore per Das finstere Tal
  - 2015 – Candidatura come Miglior attore per Das Zeugenhaus
  - 2016 – come Miglior attore per Luis Trenker-Der Schmale Grat der Wahrheit, Das ewige Leben, Berlin Eins
  - 2017 – come Miglior attore per Im Namen meines Sohnes, Endabrechnung e Die Hölle
  - 2021 – come Miglior attore per Louis van Beethoven
- RTL Goldener Löwe (RTL Golden Lion)
  - 1996 – come Miglior star televisiva per Il commissario Rex
- Telegatto
  - 1998 – come Telefilm e soap opera stranieri per Il commissario Rex

### Teatro
- Premio Teatro Nestroy
  - 2005 – Candidatura per König Ottokars Glück und Ende
- Festival di Salisburgo
  - 2005 – Vincitore per König Ottokars Glück und Ende
- Gertrud-Eysoldt-Ring (2005)

### Altro
Pfeifenraucher des Jahres (2002)

## Doppiatori italiani
- Andrea Ward ne Il commissario Rex, Abel il figlio del vento, Maximilian - Il gioco del potere e dell'amore, Cold Hell - Brucerai all'inferno , La vita nascosta - Hidden Life
- Roberto Pedicini in Giulio Cesare, Violetta
- Angelo Maggi in Cristallo di rocca - Una storia di Natale
- Rodolfo Bianchi ne Il giudizio universale
- Francesco Pannofino in Giuseppe di Nazareth
- Stefano De Sando in Io, Don Giovanni
- Oreste Baldini in Ombre